# 千葉県道300号上高根北袖線
千葉県道300号上高根北袖線（ちばけんどう300ごう かみたかねきたそでせん）は、千葉県市原市と袖ケ浦市を結ぶ一般県道。

## 路線データ

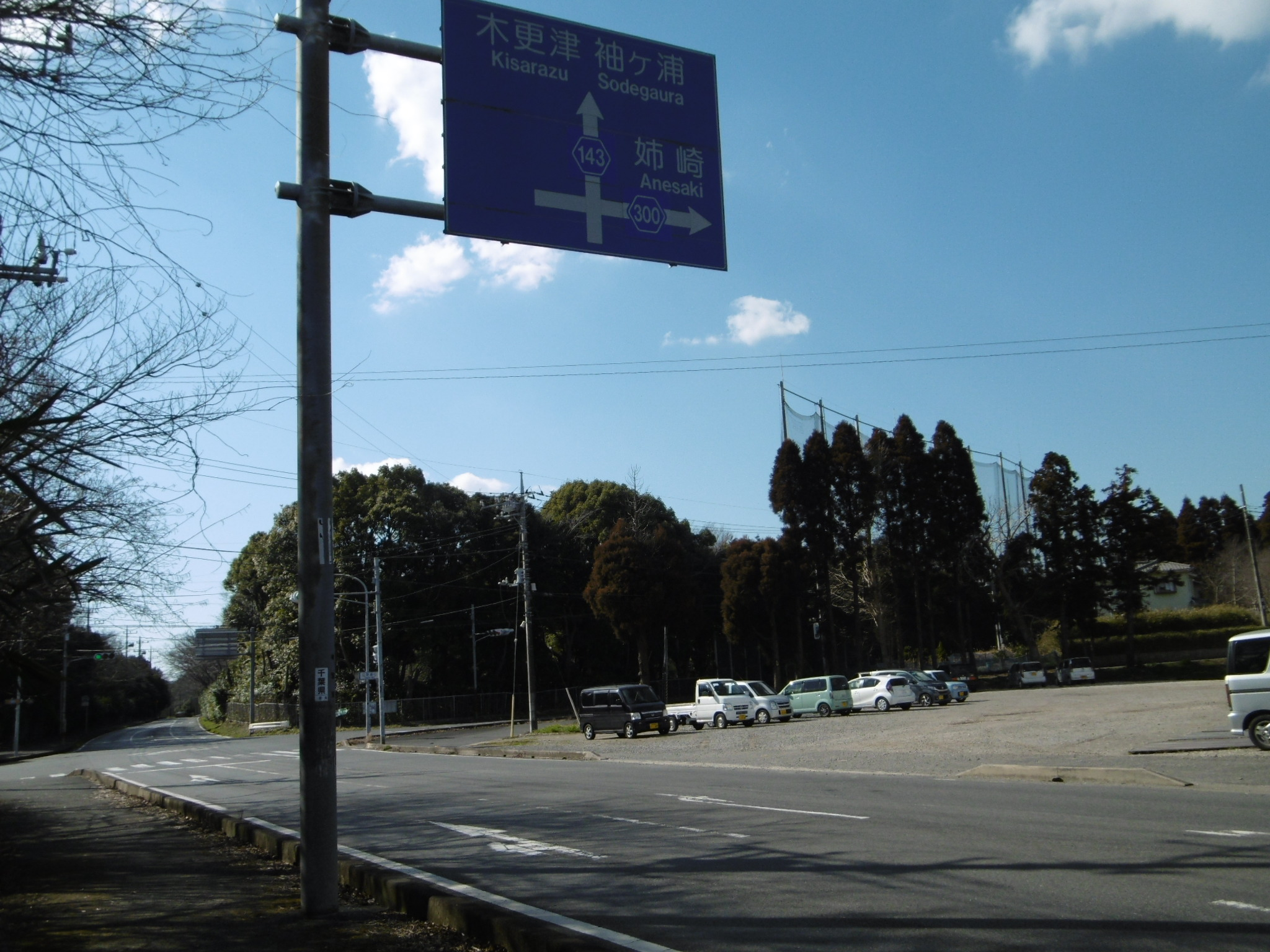
起点の上高根の交差点から千葉県道300号が右方面へ向かう。(2016年3月)

- 起点：市原市上高根[1]（信号交差点、千葉県道143号南総昭和線交点）
- 終点：袖ケ浦市北袖[1]（北袖インターチェンジ、国道16号交点）
- 総延長：*.* km（市原土木事務所管内：*.* km、君津土木事務所管内：10.107 km[2]）
- 重用延長：*.* km（市原土木事務所管内：*.* km、君津土木事務所管内：0.492 km）
- 実延長：11.821 km（市原土木事務所管内：2.206 km[1]、君津土木事務所管内：9.615 km[2]）

## 路線状況

### 重複区間
- 千葉県道24号千葉鴨川線（市原市天羽田 - 袖ヶ浦市代宿）

### 交通状況
平成22年(2010年)時の上高根北袖線の各観測地点での自動車類交通量と幅員構成については以下の通りになっている。
| 観測地点                  | 24時間自動車類交通量（上下合計） | 24時間自動車類交通量（上下合計） | 24時間自動車類交通量（上下合計） | 幅員構成   | 幅員構成   | 幅員構成 | 幅員構成   |
| 観測地点                  | 小型車                           | 大型車                           | 合計                             | 道路部幅員 | 車道部幅員 | 車道幅員 | 歩道部幅員 |
| 袖ケ浦市川原井1847-24地先 | 4,693台                          | 851台                            | 5,544台                          | 11.75m     | 6.75m      | 5.75m    | 2.50m      |
| 市原市椎津3143地先        | 5,390台                          | 1,928台                          | 7,318台                          | 16.25m     | 11.25m     | 6.75m    | 2.50m      |

また車線数はいずれの地点も2車線区間である。

## 地理

### 通過する自治体
- 千葉県
  - 市原市 - 袖ケ浦市 - 市原市 - 袖ケ浦市

### 交差する道路
- 千葉県道143号南総昭和線：市原市上高根（信号交差点、起点）
- 千葉県道24号千葉鴨川線：袖ケ浦市上泉（信号無交差点） - 市原市椎津（信号交差点）
- 館山自動車道：市原市天羽田（姉崎袖ケ浦インターチェンジ）
- 千葉県道287号袖ケ浦姉ケ崎停車場線：袖ケ浦市久保田 ※直接接続なし
- 国道16号：袖ケ浦市北袖（北袖インターチェンジ、終点）